# Tumact me tulez
Le tumact me tulez est un plat typique de Barile, village de la région de la Basilicate, en Italie. Le nom vient de tumacë me tulë que signifie littéralement « tagliatelles à la mie de pain » en albanais. Plat traditionnel de la cuisine italo-albanaise, il est généralement préparé à la maison de façon artisanale. Il est présent dans toute l'Arbëria, territoire où vit la minorité albanaise en Italie. Il est également connu sous le nom de tumacë ndë shpi (tagliatelles maison), tumacë me fasule (tagliatelles aux haricots) ou encore tumacë me qiqra (tagliatelles aux pois chiches).

## Histoire
Ses origines remontent à la fin du XVe siècle lorsqu'une colonie albanaise de rite byzantin s'installe à Barile pour fuir l'invasion des Balkans par les Ottomans. Les Albanais apportent avec eux leur langue, leur religion, leurs coutumes. C'est un plat arberèche, typique de la cuisine méditerranéenne et balkanique, mais à Barile il a été influencé par la cuisine locale. Traditionnellement, il était préparé pour des événements particuliers, comme les mariages, la fête de San Giuseppe et Noël. 
Depuis 1997, une fête dédiée à ce plat a lieu tous les ans. Le 22 juillet 2019, l'événement a obtenu le label Fête de qualité de la part de l'Union nationale des pro loco italiens (UNPLI), remis au Sénat dans le palais Madame.

## Ingrédients
Dans le tumact me tulez les pâtes utilisées sont des tagliatelles, classiques ou ondulées. La base de la sauce est composée de tomate, d'ail, de persil et d'anchois, auxquels on ajoute de la mie de pain frite et des morceaux de noix.